# Stepan Kłoczurak
Stepan Kłoczurak (ukr. Степан Клочурак; ur. 27 lutego 1895 w Jasinie, zm. 8 lutego 1980 w Pradze) – ukraiński polityk okresu międzywojennego, zwolennik opcji ukraińskiej.

## Życiorys
Uczył się w gimnazjach w Preszowie i Syhocie. Podczas I wojny światowej dosłużył się stopnia oficerskiego w wojskach Austro-Węgier. Po wojnie powrócił na rodzinną Huculszczyznę, gdzie rozpoczął aktywną działalność polityczną. Brał udział w organizacji efemerycznej Republiki Huculskiej na wschodnim Zakarpaciu i był członkiem jej naczelnej władzy – Huculskiej Rady Narodowej. Jego dziełem było zorganizowanie sił zbrojnych Republiki, Obrony Narodowej (Narodna Oborona), którą następnie dowodził. Na przełomie listopada i grudnia 1918 roku Kłoczurak jako emisariusz Rady podróżował do rządu Zachodnioukraińskiej Republiki Ludowej w Stanisławowie. Na początku 1919 roku Kłoczurak dowodził huculskimi oddziałami zbrojnymi. Po upadku Republiki w czerwcu 1919 roku został na kilka tygodni aresztowany przez władze rumuńskie.
Po upadku Republiki Huculskiej Stepan Kłoczurak prowadził działalność polityczną w rusińskiej frakcji czechosłowackiej partii agrarystów. Był członkiem władz ukraińskiego towarzystwa kulturalno-oświatowego Proswita. Wydawał również gazety Wpered i Ziemla i Wola.
Po utworzeniu autonomicznej Ukrainy Karpackiej w październiku 1938 roku Kłoczurak został w jej rządzie ministrem gospodarki, a następnie ministrem obrony. Przez kilka dni był też ministrem rządu niepodległej Karpato-Ukrainy Po zajęciu Rusi Zakarpackiej przez Węgry w marcu 1939 roku Kłoczurak wyjechał do Pragi. W 1945 roku został aresztowany przez NKWD i do roku 1957 był więziony w łagrach w okolicach Workuty. Po zwolnieniu ponownie osiadł w Pradze. Na krótko przed śmiercią wydał w USA wspomnienia z okresu Republiki Huculskiej, za co spotkały go szykany ze strony władz.
Bratanicą Stepana Kłoczuraka jest Halina Pawlowská, czeska pisarka.